# Ходацусимидзу
Ходацусимидзу (яп. 宝達志水町 Хо:дацусимидзу-тё:) — посёлок в Японии, находящийся в уезде Хакуй префектуры Исикава. Площадь посёлка составляет 111,68 км², население — 13 308 человек (1 июля 2014), плотность населения — 119,16 чел./км².

## Географическое положение
Посёлок расположен на острове Хонсю в префектуре Исикава региона Тюбу. С ним граничат города Кахоку, Хакуй, Хими, Такаока и посёлок Цубата.

## Население
Население посёлка составляет 13 308 человек (1 июля 2014), а плотность — 119,16 чел./км². Изменение численности населения с 1980 по 2005 годы:
| 1980 | 17 115 чел. |  |
| 1985 | 17 306 чел. |  |
| 1990 | 16 897 чел. |  |
| 1995 | 16 409 чел. |  |
| 2000 | 15 891 чел. |  |
| 2005 | 15 236 чел. |  |

## Символика
Деревом посёлка считается Fagus crenata, цветком — цветок сакуры, птицей — Cettia diphone.

## Известные уроженцы и жители
- Накамура Кадзуми (яп. 中村和美), японская волейболистка, игрок национальной сборной, призёр международных соревнований.